# Circunscripción electoral de Huelva

Circunscripción de Huelva
Cortes Generales* Congreso: 5 escaños (de 350)
- Senado: 4 senadores (de 266)Parlamento de Andalucía* 11 escaños (de 109)

Huelva es una de las 52 circunscripciones electorales utilizadas como distritos electorales desde 1977 para la Cámara Baja de las Cortes Generales, el Congreso de los Diputados, y una de las 59 de la Cámara Alta, el Senado. 
Además, desde el establecimiento de la Junta de Andalucía en 1982, es al mismo tiempo una las ocho circunscripciones electorales para el Parlamento andaluz.

## Congreso de los Diputados

### Diputados obtenidos por partido (1977–2023)
| Candidatura | Candidatura                         | Candidatura | 1977 | 1979 | 1982 | 1986 | 1989 | 1993 | 1996 | 2000 | 2004 | 2008 | 2011 | 2015 | 2016 | 2019 (I) | 2019 (II) | 2023 |
| ----------- | ----------------------------------- | ----------- | ---- | ---- | ---- | ---- | ---- | ---- | ---- | ---- | ---- | ---- | ---- | ---- | ---- | -------- | --------- | ---- |
|             | Unión de Centro Democrático         | UCD         | 3    | 3    |      |      |      |      |      |      |      |      |      |      |      |          |           |      |
|             | Partido Socialista Obrero Español   | PSOE        | 2    | 2    | 4    | 4    | 4    | 3    | 3    | 3    | 3    | 3    | 2    | 2    | 2    | 2        | 3         | 2    |
|             | Partido Popular                     | PP          |      |      | 1a   | 1b   | 1    | 2    | 2    | 2    | 2    | 2    | 3    | 2    | 2    | 1        | 1         | 2    |
|             | Unidas Podemos                      | PODEMOS-IU  |      |      |      |      |      |      |      |      |      |      |      | 1c   | 1    | 1        |           |      |
|             | Ciudadanos-Partido de la Ciudadanía | Cs          |      |      |      |      |      |      |      |      |      |      |      |      |      | 1        |           |      |
|             | Vox                                 | VOX         |      |      |      |      |      |      |      |      |      |      |      |      |      |          | 1         | 1    |
| Total       | Total                               | Total       | 5    | 5    | 5    | 5    | 5    | 5    | 5    | 5    | 5    | 5    | 5    | 5    | 5    | 5        | 5         | 5    |

Notas
a Los resultados corresponden a los de la coalición entre Alianza Popular y el Partido Demócrata Popular.

b Los resultados corresponden a los de Coalición Popular.

c Los resultados corresponden a los de Podemos.

### Votos por partido (1977–2023)
La siguiente tabla muestra sólo los partidos que han alcanzado alguna vez al menos el 1% del total de votos. 
|                                          | 1977 | 1979 | 1982 | 1986 | 1989 | 1993 | 1996 | 2000 | 2004 | 2008 | 2011 | 2015   | 2016  | 2019 (I) | 2019 (II) | 2023  |
| ---------------------------------------- | ---- | ---- | ---- | ---- | ---- | ---- | ---- | ---- | ---- | ---- | ---- | ------ | ----- | -------- | --------- | ----- |
| Unión de Centro Democrático (UCD)        | 47,8 | 37,3 | 7,8  |      |      |      |      |      |      |      |      |        |       |          |           |       |
| Partido Socialista Obrero Español (PSOE) | 33,7 | 35,4 | 63,4 | 62,2 | 58,5 | 55,6 | 52,2 | 46,9 | 56,2 | 55,7 | 40,5 | 36,94  | 35,87 | 36,96    | 37,06     | 35,95 |
| Izquierda Unida (IU)                     | 5,5a | 7,0a | 3,6  | 5,3  | 7,7  | 9,0  | 10,2 | 6,4  | 5,5  | 4,9  | 7,0  | 4,46b  |       |          |           |       |
| Partido Popular (PP)                     | 5,0  | 3,3  | 20,8 | 21,4 | 19,6 | 29,2 | 33,9 | 40,2 | 30,6 | 35,0 | 43,8 | 28,78  | 33,37 | 17,02    | 19,99     | 36,46 |
| Partido Andalucista (PA)                 |      | 9,6  | 1,7  | 2,3  | 5,1  | 3,0  | 2,7  | 4,7  | 5,3  | 1,5  | 1,8  |        |       |          |           |       |
| Centro Democrático y Social (CDS)        |      |      | 1,4  | 5,7  | 4,7  | 0,8  | 0,1  | 0,1  | 0,1  |      |      |        |       |          |           |       |
| Unión Progreso y Democracia (UPyD)       |      |      |      |      |      |      |      |      |      | 0,8  | 3,4  | 0,39   | 0,19  |          |           |       |
| Partido Animalista (PACMA)               |      |      |      |      |      |      |      |      |      | 0,13 | 0,31 | 0,92   | 1,16  | 1,2      | 1,02      | 0,64  |
| Unidas Podemos (UP)                      |      |      |      |      |      |      |      |      |      |      |      | 15,21c | 16,24 | 12,97    | 12,29     |       |
| Ciudadanos (Cs)                          |      |      |      |      |      |      |      |      |      |      |      | 11,87  | 11,66 | 16,93    | 7,43      |       |
| Vox (VOX)                                |      |      |      |      |      |      |      |      |      |      |      | 0,18   | 0,16  | 12,85    | 21,22     | 14,63 |
| Sumar (S)                                |      |      |      |      |      |      |      |      |      |      |      |        |       |          |           | 10,38 |

Notas
No se muestran los resultados menores a 0,1%.

a Los resultados corresponden a los del Partido Comunista de España.

b Los resultados corresponden a los de Izquierda Unida-Unidad Popular en Común.

c Los resultados corresponden a los de Podemos.

## Senado

### Senadores obtenidos por partido (1977–2023)
| Candidatura | Candidatura                       | Candidatura | 1977 | 1979 | 1982 | 1986 | 1989 | 1993 | 1996 | 2000 | 2004 | 2008 | 2011 | 2015 | 2016 | 2019 (I) | 2019 (II) | 2023 |
| ----------- | --------------------------------- | ----------- | ---- | ---- | ---- | ---- | ---- | ---- | ---- | ---- | ---- | ---- | ---- | ---- | ---- | -------- | --------- | ---- |
|             | Unión de Centro Democrático       | UCD         | 3    | 2    |      |      |      |      |      |      |      |      |      |      |      |          |           |      |
|             | Partido Socialista Obrero Español | PSOE        | 1    | 2    | 3    | 3    | 3    | 3    | 3    | 3    | 3    | 3    | 1    | 3    | 3    | 3        | 3         | 2    |
|             | Partido Popular                   | PP          |      |      | 1a   | 1b   | 1    | 1    | 1    | 1    | 1    | 1    | 3    | 1    | 1    | 1        | 1         | 2    |
| Total       | Total                             | Total       | 4    | 4    | 4    | 4    | 4    | 4    | 4    | 4    | 4    | 4    | 4    | 4    | 4    | 4        | 4         | 4    |

Notas
a Los resultados corresponden a los de la coalición entre Alianza Popular y el Partido Demócrata Popular.

b Los resultados corresponden a los de Coalición Popular. 

## Parlamento de Andalucía

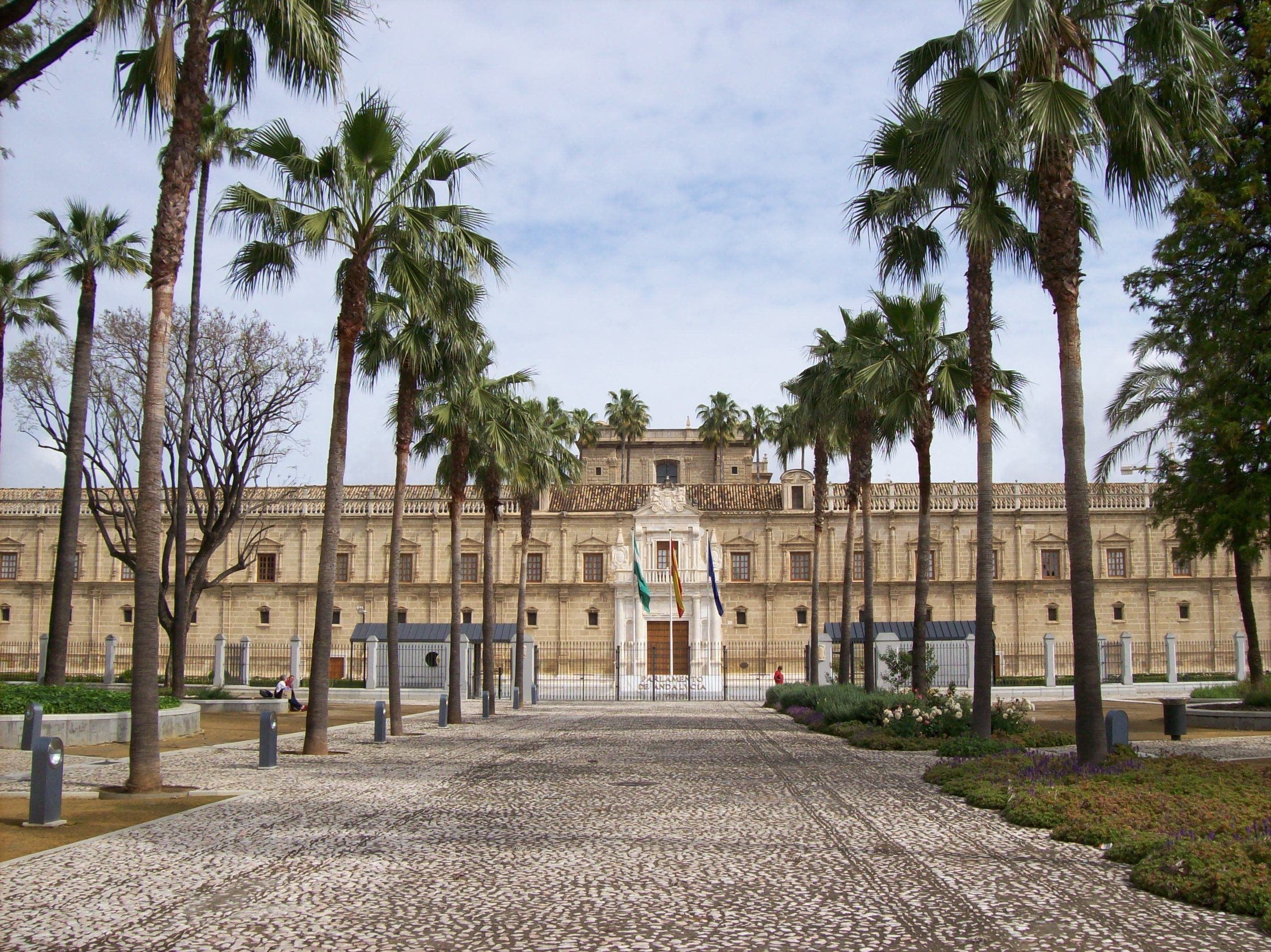
Parlamento de Andalucía.

El 21 de junio de 1982 se constituye el Parlamento de Andalucía en la Sesión Constitutiva celebrada en el Real Alcázar de Sevilla, en la que se eligió por mayoría a Antonio Ojeda Escobar como presidente del Parlamento de Andalucía. Poco después, en las sesiones del 14 y 15 de julio, Rafael Escuredo Rodríguez es elegido primer presidente de la Junta de Andalucía.
La modificación más importante que ha realizado el Parlamento de Andalucía tras su creación es la reforma del Estatuto de Autonomía, adoptado por referéndum el 18 de febrero de 2007, con un 87,45% de votos a favor y una abstención récord del 63,72%. Este Estatuto, por cuya elaboración el Parlamento de Andalucía ha jugado un papel muy activo, aumenta las competencias propias del gobierno autonómico andaluz, y, entre otras cosas, hace oficial el rango de capital de Sevilla.

### Diputados obtenidos por partido (1982–2022)
| Candidatura | Candidatura                                           | Candidatura | 1982 | 1986 | 1990 | 1994 | 1996 | 2000 | 2004 | 2008 | 2012 | 2015 | 2018 | 2022 |
| ----------- | ----------------------------------------------------- | ----------- | ---- | ---- | ---- | ---- | ---- | ---- | ---- | ---- | ---- | ---- | ---- | ---- |
|             | Partido Socialista Obrero Español de Andalucía        | PSOE-A      | 8    | 7    | 7    | 5    | 6    | 6    | 7    | 6    | 5    | 6    | 4    | 4    |
|             | Unión de Centro Democrático                           | UCD         | 2    |      |      |      |      |      |      |      |      |      |      |      |
|             | Partido Popular Andaluz                               | PPA         | 1a   | 3b   | 2    | 4    | 4    | 5    | 3    | 4    | 5    | 3    | 3    | 6    |
|             | Izquierda Unida Los Verdes-Convocatoria por Andalucía | IULV-CA     |      | 1c   | 1    | 2    | 1    |      |      | 1    | 1    |      |      |      |
|             | Partido Andalucista                                   | PA          |      |      | 1    |      |      |      | 1    |      |      |      |      |      |
|             | Podemos                                               | PODEMOS     |      |      |      |      |      |      |      |      |      | 1    |      |      |
|             | Ciudadanos-Partido de la Ciudadanía                   | Cs          |      |      |      |      |      |      |      |      |      | 1    | 2    |      |
|             | Vox                                                   | VOX         |      |      |      |      |      |      |      |      |      |      | 1    | 1    |
|             | Adelante Andalucía                                    | AA          |      |      |      |      |      |      |      |      |      |      | 1d   |      |
| Total       | Total                                                 | Total       | 11   | 11   | 11   | 11   | 11   | 11   | 11   | 11   | 11   | 11   | 11   | 11   |

Notas
a Los resultados corresponden a los de Alianza Popular (AP). 

b Los resultados corresponden a los de Coalición Popular.

c Los resultados corresponden a los de Izquierda Unida-Convocatoria por Andalucía.

d Coalición compuesta por Podemos Andalucía, Izquierda Unida Los Verdes-Convocatoria por Andalucía, Izquierda Andalucista y Primavera Andaluza.